# Calamagrostis kotulae
Calamagrostis kotulae är en gräsart som beskrevs av Zapal. Calamagrostis kotulae ingår i släktet rör, och familjen gräs.
Artens utbredningsområde är Österrike. Inga underarter finns listade i Catalogue of Life.